# Miroslav Mašláň
Miroslav Mašláň (* 6. května 1957 Zlín) je český fyzik, v letech 2010 až 2014 rektor Univerzity Palackého v Olomouci, od roku 2014 do 2018 prorektor pro transfer technologií téže univerzity a člen vědecké rady Akademie věd.

## Životopis
V letech 1977–1982 studoval na fyzikální fakultě Běloruské státní univerzity v Minsku, kde v roce 1986 také získal titul kandidáta věd. Od roku 1987 působí na přírodovědecké fakultě olomoucké univerzity, kde se roku 1994 habilitoval. Roku 2002 byl jmenován profesorem. V letech 1997–1999 byl proděkanem fakulty, v období 2000–2006 prorektorem univerzity pro záležitosti vědy a výzkumu, od roku 2005 vedoucím Centra výzkumu nanomateriálů. Akademický senát univerzity jej na svém zasedání 4. listopadu 2009 zvolil rektorem univerzity, do funkce nastoupil 1. února 2010.
Miroslav Mašláň se vědecky věnuje fyzice nanomateriálů, nanotechnologiím, Mössbauerově spektroskopii a její aplikaci v mineralogii a chemii. Je autorem a spoluautorem více než stovky původních vědeckých prací.